# Prato Carnico
Prato Carnico – miejscowość i gmina we Włoszech, w regionie Friuli-Wenecja Julijska, w prowincji Udine.
Według danych na rok 2004 gminę zamieszkiwały 1064 osoby, 13,1 os./km².